# História dos Bretões
História dos Bretões (em latim: Historia Brittonum) é um tratado medieval sobre a história dos povos britânicos até o século VII. A obra teve muita influência na escritura de crónicas históricas subsequentes e é famosa por conter muitas referências ao lendário rei Artur. Sua autoria, incerta, é atribuída ao monge galês Nênio.